# Фобетор
Фобетор, либо Икелос (др.-греч. Φοβητώρ, Ἴκελος) — по Овидию, один из богов сновидений, принимающий вид различных животных. Икелом называют его боги, люди же Фобетором (пугающим).
Фобетор — сын Гипноса и один из ониров (божеств сна). Брат Морфея и Фантаса. 